# جان لژون
جان لژون (انگلیسی: John A. Lejeune; ۱۰ ژانویهٔ ۱۸۶۷ – ۲۰ نوامبر ۱۹۴۲) سپهبد سپاه تفنگداران دریایی ایالات متحده آمریکا بود، که در فاصله سال‌های ۱۹۲۰ تا ۱۹۲۹ به‌عنوان سیزدهمین فرمانده سپاه تفنگداران دریایی فعالیت می‌کرد. کمپ لژون پایگاه تفنگداران دریایی به نام وی نامگذاری شده است.
لژون فعالیت نظامی را از سال ۱۸۹۰ در سپاه تفنگداران دریایی آمریکا آغاز کرد، از ۱۹۱۳ تا ۱۹۱۴ فرماندهی تیپ ۱ تفنگداران دریایی را برعهده داشت، از ۱۹۱۴ تا ۱۹۱۵ فرمانده تیپ ۴ تفنگداران دریایی بود، از ۱۹۱۵ تا ۱۹۱۷ به‌عنوان فرمانده لشکر ۲ پیاده فعالیت می‌کرد و از ۱۹۱۷ تا ۱۹۱۹ جانشین فرمانده سپاه تفنگداران دریایی بود. وی از ۱۹۲۹ تا ۱۹۳۷ ریاست مؤسسه نظامی ویرجینیا را برعهده داشت.